# Lista de aves da Bahia
Esta lista de aves da Bahia apresenta as espécies de aves que ocorrem no estado brasileiro da Bahia

## Struthioniformes
Família Rheidae
- Rhea americana (Linnaeus, 1758)

## Tinamiformes
Família Tinamidae
- Tinamus solitarius (Vieillot, 1819)
- Crypturellus soui (Hermann, 1783)
- Crypturellus obsoletus (Temminck, 1815)
- Crypturellus undulatus (Temminck, 1815)
- Crypturellus noctivagus (Wied, 1820)
- Crypturellus variegatus (Gmelin, 1789)
- Crypturellus parvirostris (Wagler, 1827)
- Crypturellus tataupa (Temminck, 1815)
- Rhynchotus rufescens (Temminck, 1815)
- Nothura boraquira (Spix, 1825)
- Nothura minor (Spix, 1825)
- Nothura maculosa (Temminck, 1815)

## Anseriformes
Família Anhimidae
- Anhima cornuta (Linnaeus, 1766)

Família Anatidae
- Dendrocygna bicolor (Vieillot, 1816)
- Dendrocygna viduata (Linnaeus, 1766)
- Dendrocygna autumnalis (Linnaeus, 1758)
- Cairina moschata (Linnaeus, 1758)
- Sarkidiornis sylvicola Ihering & Ihering, 1907
- Amazonetta brasiliensis (Gmelin, 1789)
- Anas bahamensis Linnaeus, 1758
- Netta erythrophthalma (Wied, 1832)
- Mergus octosetaceus Vieillot, 1817
- Nomonyx dominica (Linnaeus, 1766)

## Galliformes
Família Cracidae
- Ortalis guttata (Spix, 1825)
- Ortalis motmot (Linnaeus, 1766)
- Ortalis superciliaris (Gray, 1867)
- Penelope superciliaris (Temminck, 18150
- Penelope obscura (Temminck, 1815)
- Penelope ochrogaster (Pelzeln, 1870)
- Penelope jacucaca (Spix, 1825)
- Aburria jacutinga (Spix, 1825)
- Pauxi mitu (Linnaeus, 1766)
- Crax blumenbachii (Spix, 1825)

Família Odontophoridae
- Odontophorus capueira (Spix, 1825)

## Podicipediformes
Família Podicipedidae
- Tachybaptus dominicus (Linnaeus, 1766)
- Podilymbus podiceps (Linnaeus, 1758)

## Sphenisciformes
Família Spheniscidae
- Spheniscus magellanicus (Forster, 1781)

## Procellariiformes
Família Diomedeidae
- Phoebetria fusca (Hilsenberg, 1822)
- Phoebetria palpebrata (Forster, 1785)
- Thalassarche chlororhynchos (Gmelin, 1789)
- Thalassarche melanophris (Temminck, 1828)
- Thalassarche cauta (Gould, 1841)

Família Procellariidae
- Fulmarus glacialoides (Smith, 1840)

- Daption capense (Linnaeus, 1758)
- Lugensa brevirostris (Lesson, 1831)
- Pterodroma mollis (Gould, 1844)
- Pterodroma incerta (Schlegel, 1863)
- Pachyptila vittata (Forster, 1777)
- Pachyptila desolata (Gmelin, 1789)
- Pachyptila belcheri (Mathews, 1912)
- Procellaria cinerea Gmelin, 1789
- Procellaria aequinoctialis Linnaeus, 1758
- Procellaria conspicillata Gould, 1844
- Calonectris borealis (Cory, 1881)
- Calonectris edwardsii (Oustalet, 1883)
- Puffinus griseus (Gmelin, 1789)
- Puffinus tenuirostris (Temminck, 1836)
- Puffinus gravis (O'Reilly, 1818)
- Puffinus puffinus (Brünnich, 1764)

Família Hydrobatidae
- Fregetta grallaria (Vieillot, 1818)
- Fregetta tropica (Gould, 1844)
- Oceanites oceanicus (Kuhl, 1820)
- Pelagodroma marina (Latham, 1790)
- Oceanodroma leucorhoa (Vieillot, 1818)

## Phaethontiformes
Família Phaethontidae
- Phaethon aethereus (Linnaeus, 1758)
- Phaethon rubricauda (Boddaert, 1783)
- Phaethon lepturus (Daudin, 1802)

## Ciconiiformes
Família Ciconiidae
- Ciconia maguari (Gmelin, 1789)
- Jabiru mycteria (Lichtenstein, 1819)
- Mycteria americana (Linnaeus, 1758)

## Suliformes
Família Fregatidae
- Fregata magnificens Mathews, 1914

Família Sulidae
- Sula dactylatra Lesson, 1831
- Sula sula (Linnaeus, 1766)
- Sula leucogaster (Boddaert, 1783)
- Phalacrocorax brasilianus (Gmelin, 1789)

Família Phalacrocoracidae
- [Phalacrocorax bransfieldensis Murphy, 1936]
- Anhinga anhinga (Linnaeus, 1766)

## Pelecaniformes
Família Pelecanidae
- Pelecanus occidentalis (Linnaeus, 1766)

Família Ardeidae
- Tigrisoma lineatum (Boddaert, 1783)
- Cochlearius cochlearius (Linnaeus, 1766)
- Botaurus pinnatus (Wagler, 1829)
- Ixobrychus exilis (Gmelin, 1789)
- Ixobrychus involucris (Vieillot, 1823)
- Nycticorax nycticorax (Linnaeus, 1758)
- Nyctanassa violacea (Linnaeus, 1758)
- Butorides striata (Linnaeus, 1758)
- Bubulcus ibis (Linnaeus, 1758)

- Ardea cocoi (Linnaeus, 1766)
- Ardea alba Linnaeus, 1758

- Syrigma sibilatrix (Temminck, 1824)
- Pilherodius pileatus (Boddaert, 1783)
- Egretta thula (Molina, 1782)
- Egretta caerulea (Linnaeus, 1758)

Família Threskiornithidae
- Eudocimus ruber (Linnaeus, 1758)
- Mesembrinibis cayennensis (Gmelin, 1789)
- Phimosus infuscatus (Lichtenstein, 1823)
- Theristicus caudatus (Boddaert, 1783)
- Platalea ajaja (Linnaeus, 1758)

## Cathartiformes
Família Cathartidae
- Cathartes aura (Linnaeus, 1758)
- Cathartes burrovianus (Cassin, 1845)
- Coragyps atratus (Bechstein, 1793)
- Sarcoramphus papa (Linnaeus, 1758)

## Accipitriformes
Família Pandionidae
- Pandion haliaetus (Linnaeus, 1758)

Família Accipitridae
- Leptodon cayanensis (Latham, 1790)
- Chondrohierax uncinatus (Temminck, 1822)
- Elanoides forficatus (Linnaeus, 1758)
- Gampsonyx swainsonii Vigors, 1825
- Elanus leucurus (Vieillot, 1818)
- Harpagus bidentatus (Latham, 1790)
- Harpagus diodon (Temminck, 1823)
- Circus buffoni (Gmelin, 1788)
- Accipiter poliogaster (Temminck, 1824)
- Accipiter superciliosus (Linnaeus, 1766)
- Accipiter striatus Vieillot, 1808
- Accipiter bicolor (Vieillot, 1817)
- Ictinia plumbea (Gmelin, 1788)
- Busarellus nigricollis (Latham, 1790)
- Rostrhamus sociabilis (Vieillot, 1817)
- Geranospiza caerulescens (Vieillot, 1817)
- Buteogallus aequinoctialis (Gmelin, 1788)
- Heterospizias meridionalis (Latham, 1790)
- Amadonastur lacernulatus (Temminck, 1827)
- Urubitinga urubitinga (Gmelin, 1788)
- Urubitinga coronata (Vieillot, 1817)
- Rupornis magnirostris (Gmelin, 1788)
- Parabuteo unicinctus (Temminck, 1824)
- Parabuteo leucorrhous (Quoy & Gaimard, 1824)
- Geranoaetus albicaudatus (Vieillot, 1816)
- Geranoaetus melanoleucus (Vieillot, 1819)
- Pseudastur polionotus (Kaup, 1847)
- Buteo nitidus (Latham, 1790)
- Buteo brachyurus Vieillot, 1816
- Buteo albonotatus Kaup, 1847

- Morphnus guianensis (Daudin, 1800)
- Harpia harpyja (Linnaeus, 1758)
- Spizaetus tyrannus (Wied, 1820)
- Spizaetus melanoleucus (Vieillot, 1816)
- Spizaetus ornatus (Daudin, 1800)

## Falconiformes
Família Falconidae
- Ibycter americanus (Boddaert, 1783)
- Caracara plancus (Miller, 1777)
- Milvago chimachima (Vieillot, 1816)
- Herpetotheres cachinnans (Linnaeus, 1758)
- Micrastur ruficollis (Vieillot, 1817)
- Micrastur mirandollei (Schlegel, 1862)
- Micrastur semitorquatus (Vieillot, 1817)
- Falco sparverius Linnaeus, 1758
- Falco columbarius Linnaeus, 1758
- Falco rufigularis Daudin, 1800
- Falco deiroleucus Temminck, 1825
- Falco femoralis Temminck, 1822

- Falco peregrinus Tunstall, 1771

## Gruiformes
Família Aramidae
- Aramus guarauna (Linnaeus, 1766)

Família Rallidae
- Micropygia schomburgkii (Schomburgk, 1848)
- Rallus longirostris Boddaert, 1783
- Aramides ypecaha (Vieillot, 1819)
- Aramides mangle (Spix, 1825)
- Aramides cajanea (Statius Muller, 1776)
- Aramides saracura (Spix, 1825)
- Amaurolimnas concolor (Gosse, 1847)
- Laterallus viridis (Statius Muller, 1776)
- Laterallus melanophaius (Vieillot, 1819)
- Laterallus exilis (Temminck, 1831)
- Porzana flaviventer (Boddaert, 1783)
- Porzana albicollis (Vieillot, 1819)
- Neocrex erythrops (Sclater, 1867)
- Pardirallus maculatus (Boddaert, 1783)
- Pardirallus nigricans (Vieillot, 1819)
- Gallinula galeata (Lichtenstein,1818)
- Gallinula melanops (Vieillot, 1819)
- Porphyrio martinica (Linnaeus, 1766)
- Porphyrio flavirostris (Gmelin, 1789)

Família Heliornithidae
- Heliornis fulica (Boddaert, 1783)

## Cariamiformes
Família Cariamidae
- Cariama cristata (Linnaeus, 1766)

## Charadriiformes
Família Charadriidae
- Vanellus cayanus (Latham, 1790)
- Vanellus chilensis (Molina, 1782)
- Pluvialis dominica (Statius Muller, 1776)
- Pluvialis squatarola (Linnaeus, 1758)
- Charadrius semipalmatus Bonaparte, 1825
- Charadrius wilsonia Ord, 1814
- Charadrius collaris Vieillot, 1818

Família Haematopodidae
- Haematopus palliatus Temminck, 1820

Família Recurvirostridae
- Himantopus mexicanus (Statius Muller, 1776)
- Himantopus melanurus Vieillot, 1817

Família Chionididae
- Chionis albus (Gmelin, 1789)

Família Scolopacidae
- Gallinago paraguaiae (Vieillot, 1816)
- Gallinago undulata (Boddaert, 1783)
- Limnodromus griseus (Gmelin, 1789)
- Numenius borealis (Forster, 1772)
- Numenius phaeopus (Linnaeus, 1758)
- Bartramia longicauda (Bechstein, 1812)
- Xenus cinereus (Guldenstadt, 1775)
- Actitis macularius (Linnaeus, 1766)
- Tringa solitaria Wilson, 1813
- Tringa melanoleuca (Gmelin, 1789)
- Tringa semipalmata (Gmelin, 1789)
- Tringa flavipes (Gmelin, 1789)
- Arenaria interpres (Linnaeus, 1758)
- Calidris canutus (Linnaeus, 1758)
- Calidris alba (Pallas, 1764)
- Calidris pusilla (Linnaeus, 1766)
- Calidris minutilla (Vieillot, 1819)
- Calidris fuscicollis (Vieillot, 1819)
- Calidris bairdii (Coues, 1861)
- Calidris melanotos (Vieillot, 1819)

Família Jacanidae
- Jacana jacana (Linnaeus, 1766)

Família Rostratulidae
- Nycticryphes semicollaris (Vieillot, 1816)

Família Stercorariidae
- Stercorarius chilensis Bonaparte, 1857
- Stercorarius maccormicki Saunders, 1893
- Stercorarius antarcticus (Lesson, 1831)
- Stercorarius pomarinus (Temminck, 1815)
- Stercorarius parasiticus (Linnaeus, 1758)
- Stercorarius longicaudus Vieillot, 1819

Família Laridae
- Chroicocephalus maculipennis (Lichtenstein, 1823)
- Chroicocephalus cirrocephalus (Vieillot, 1818)
- Leucophaeus atricilla (Linnaeus, 1758)
- Larus dominicanus Lichtenstein, 1823

Família Sternidae
- Anous stolidus (Linnaeus, 1758)
- Gygis alba (Sparmann, 1786)
- Onychoprion fuscatus (Linnaeus, 1766)
- Sternula antillarum Lesson, 1847
- Sternula superciliaris (Vieillot, 1819)
- Phaetusa simplex (Gmelin, 1789)
- Gelochelidon nilotica (Gmelin, 1789)
- Sterna hirundo Linnaeus, 1758
- Sterna dougallii Montagu, 1813
- Sterna paradisaea Pontoppidan, 1763

- Sterna hirundinacea Lesson, 1831

- Sterna vittata Gmelin, 1789
- Thalasseus acuflavidus (Cabot, 1847)
- Thalasseus maximus (Boddaert, 1783)

Família Rynchopidae
- Rynchops niger Linnaeus, 1758

## Columbiformes
Família Columbidae
- Columbina passerina (Linnaeus, 1758)
- Columbina minuta (Linnaeus, 1766)
- Columbina talpacoti (Temminck, 1811)
- Columbina squammata (Lesson, 1831)
- Columbina picui (Temminck, 1813)
- Columbina cyanopis (Pelzeln, 1870)
- Claravis pretiosa (Ferrari-Perez, 1886)
- Claravis geoffroyi (Temminck, 1811)
- Uropelia campestris (Spix, 1825)
- Columba livia Gmelin, 1789
- Patagioenas speciosa (Gmelin, 1789)
- Patagioenas picazuro (Temminck, 1813)
- Patagioenas cayennensis (Bonnaterre, 1792)
- Patagioenas plumbea (Vieillot, 1818)
- Zenaida auriculata (Des Murs, 1847)
- Leptotila verreauxi Bonaparte, 1855
- Leptotila rufaxilla (Richard & Bernard, 1792)
- Geotrygon violacea (Temminck, 1809)
- Geotrygon montana (Linnaeus, 1758)

## Psittaciformes
Família Psittacidae
- Anodorhynchus hyacinthinus (Latham, 1790)
- Anodorhynchus leari Bonaparte, 1856
- Cyanopsitta spixii (Wagler, 1832)
- Ara ararauna (Linnaeus, 1758)
- Ara chloropterus Gray, 1859
- Ara severus (Linnaeus, 1758)
- Orthopsittaca manilata (Boddaert, 1783)
- Primolius maracana (Vieillot, 1816)
- Diopsittaca nobilis (Linnaeus, 1758)
- Aratinga acuticaudata (Vieillot, 1818)
- Aratinga leucophthalma (Statius Muller, 1776)
- Aratinga auricapillus (Kuhl, 1820)
- Aratinga jandaya (Gmelin, 1788)
- Aratinga solstitialis (Linnaeus, 1766)
- Aratinga aurea (Gmelin, 1788)
- Aratinga pertinax (Linnaeus, 1758)
- Aratinga cactorum (Kuhl, 1820)
- Pyrrhura cruentata (Wied, 1820)
- Pyrrhura frontalis (Vieillot, 1817)
- Pyrrhura leucotis (Kuhl, 1820)
- Pyrrhura griseipectus Salvadori, 1900
- Forpus passerinus (Linnaeus, 1758)

- Forpus xanthopterygius (Spix, 1824)

- Brotogeris tirica (Gmelin, 1788)
- Brotogeris versicolurus (Statius Muller, 1776)
- Brotogeris chiriri (Vieillot, 1818)
- Touit melanonotus (Wied, 1820)
- Touit surdus (Kuhl, 1820)
- Pionopsitta pileata (Scopoli, 1769)
- Alipiopsitta xanthops (Spix, 1824)
- Pionus menstruus (Linnaeus, 1766)
- Pionus maximiliani (Kuhl, 1820)
- Amazona vinacea (Kuhl, 1820)
- Amazona farinosa (Boddaert, 1783)
- Amazona amazonica (Linnaeus, 1766)
- Amazona rhodocorytha (Salvadori, 1890)
- Amazona aestiva (Linnaeus, 1758)
- Triclaria malachitacea (Spix, 1824)

## Cuculiformes
Família Cuculidae
- Micrococcyx cinereus (Vieillot, 1817)
- Piaya cayana (Linnaeus, 1766)
- Coccyzus melacoryphus Vieillot, 1817
- Coccyzus americanus (Linnaeus, 1758)
- Coccyzus euleri Cabanis, 1873
- Crotophaga major Gmelin, 1788
- Crotophaga ani Linnaeus, 1758
- Guira guira (Gmelin, 1788)
- Tapera naevia (Linnaeus, 1766)
- Dromococcyx phasianellus (Spix, 1824)
- Dromococcyx pavoninus Pelzeln, 1870
- Neomorphus geoffroyi (Temminck, 1820)

## Strigiformes
Família Tytonidae
- Tyto alba (Scopoli, 1769)

Família Strigidae
- Megascops choliba (Vieillot, 1817)
- Megascops atricapilla (Temminck, 1822)
- Pulsatrix perspicillata (Latham, 1790)
- Pulsatrix koeniswaldiana (Bertoni & Bertoni, 1901)
- Bubo virginianus (Gmelin, 1788)
- Strix virgata (Cassin, 1849)
- Strix huhula Daudin, 1800
- Glaucidium hardyi Vielliard, 1990
- Glaucidium minutissimum (Wied, 1830)
- Glaucidium brasilianum (Gmelin, 1788)
- Athene cunicularia (Molina, 1782)
- Aegolius harrisii (Cassin, 1849)
- Asio clamator (Vieillot, 1808)
- Asio stygius (Wagler, 1832)
- Asio flammeus (Pontoppidan, 1763)

## Caprimulgiformes
Família Nictibiidae
- Nyctibius grandis (Gmelin, 1789)
- Nyctibius aethereus (Wied, 1820)
- Nyctibius griseus (Gmelin, 1789)
- Nyctibius leucopterus (Wied, 1821)

Família Caprimulgidae
- Nyctiphrynus ocellatus (Tschudi, 1844)
- Antrostomus rufus (Boddaert, 1783)
- Antrostomus sericocaudatus Cassin, 1849
- Lurocalis semitorquatus (Gmelin, 1789)
- Hydropsalis leucopyga (Spix, 1825)
- Hydropsalis vielliardi (Lencioni-Neto, 1994)
- Hydropsalis nigrescens (Cabanis, 1848)
- Hydropsalis albicollis (Gmelin, 1789)
- Hydropsalis parvula (Gould, 1837)
- Hydropsalis hirundinacea (Spix, 1825)
- Hydropsalis longirostris (Bonaparte, 1825)
- Hydropsalis torquata (Gmelin, 1789)
- Chordeiles pusillus Gould, 1861
- Chordeiles nacunda (Vieillot, 1817)
- Chordeiles minor (Forster, 1771)
- Chordeiles acutipennis (Hermann, 1783)

## Apodiformes
Família Apodidae
- Cypseloides fumigatus (Streubel, 1848)
- Cypseloides senex (Temminck, 1826)
- Streptoprocne zonaris (Shaw, 1796)
- Streptoprocne biscutata (Sclater, 1866)
- Chaetura spinicaudus (Temminck, 1839)
- Chaetura cinereiventris Sclater, 1862
- Chaetura meridionalis Hellmayr, 1907
- Tachornis squamata (Cassin, 1853)
- Panyptila cayennensis (Gmelin, 1789)

Família Trochilidae
- Ramphodon naevius (Dumont, 1818)
- Glaucis dohrnii (Bourcier & Mulsant, 1852)
- Glaucis hirsutus (Gmelin, 1788)
- Anopetia gounellei (Boucard, 1891)
- Phaethornis squalidus (Temminck, 1822)
- Phaethornis idaliae (Bourcier & Mulsant, 1856)
- Phaethornis ruber (Linnaeus, 1758)
- Phaethornis pretrei (Lesson & Delattre, 1839)
- Phaethornis eurynome (Lesson, 1832)
- Phaethornis margarettae Ruschi, 1972
- Campylopterus largipennis (Boddaert, 1783)
- Eupetomena macroura (Gmelin, 1788)
- Aphantochroa cirrochloris (Vieillot, 1818)
- Florisuga fusca (Vieillot, 1817)
- Colibri delphinae (Lesson, 1839)
- Colibri serrirostris (Vieillot, 1816)
- Anthracothorax nigricollis (Vieillot, 1817)
- Chrysolampis mosquitus (Linnaeus, 1758)
- Lophornis magnificus (Vieillot, 1817

- Discosura langsdorffi (Temminck, 1821)

- Discosura longicaudus (Gmelin, 1788)
- Chlorostilbon notatus (Reich, 1793)
- Chlorostilbon mellisugus (Linnaeus, 1758)
- Chlorostilbon lucidus (Shaw, 1812)
- Thalurania furcata (Gmelin, 1788)
- Thalurania watertonii (Bourcier, 1847)
- Thalurania glaucopis (Gmelin, 1788)
- Hylocharis sapphirina (Gmelin, 1788)
- Hylocharis cyanus (Vieillot, 1818)
- Polytmus guainumbi (Pallas, 1764)
- Amazilia leucogaster (Gmelin, 1788)
- Amazilia versicolor (Vieillot, 1818)
- Amazilia brevirostris (Lesson, 1829)
- Amazilia fimbriata (Gmelin, 1788)
- Amazilia lactea (Lesson, 1832)
- Clytolaema rubricauda (Boddaert, 1783)
- Augastes scutatus (Temminck, 1824)
- Augastes lumachella (Lesson, 1838)
- Heliothryx auritus (Gmelin, 1788)
- Heliactin bilophus (Temminck, 1820)
- Heliomaster longirostris (Audebert & Vieillot, 1801)
- Heliomaster squamosus (Temminck, 1823)
- Calliphlox amethystina (Boddaert, 1783)

## Trogoniformes
Família Trogonidae
- Trogon viridis Linnaeus, 1766
- Trogon surrucura Vieillot, 1817
- Trogon curucui Linnaeus, 1766
- Trogon rufus Gmelin, 1788
- Trogon collaris Vieillot, 1817

## Coraciiformes
Família Alcedinidae
- Megaceryle torquata (Linnaeus, 1766)
- Chloroceryle amazona (Latham, 1790)
- Chloroceryle aenea (Pallas, 1764)
- Chloroceryle americana (Gmelin, 1788)
- Chloroceryle inda (Linnaeus, 1766)

Família Momotidae
- Baryphthengus ruficapillus (Vieillot, 1818)

## Galbuliformes
Família Galbulidae
- Jacamaralcyon tridactyla (Vieillot, 1817)
- Galbula ruficauda Cuvier, 1816

Família Bucconidae
- Notharchus swainsoni (Gray, 1846)
- Nystalus chacuru (Vieillot, 1816)
- Nystalus maculatus (Gmelin, 1788)
- Malacoptila striata (Spix, 1824)
- Nonnula rubecula (Spix, 1824)
- Monasa nigrifrons (Spix, 1824)
- Monasa morphoeus (Hahn & Küster, 1823)
- Chelidoptera tenebrosa (Pallas, 1782)

## Piciformes
Família Ramphastidae
- Ramphastos toco Statius Muller, 1776

- Ramphastos vitellinus Lichtenstein, 1823

- Ramphastos dicolorus Linnaeus, 1766
- Selenidera maculirostris (Lichtenstein, 1823)
- Pteroglossus bailloni (Vieillot, 1819)
- Pteroglossus aracari (Linnaeus, 1758)

Família Picidae
- Picumnus exilis (Lichtenstein, 1823)
- Picumnus pygmaeus (Lichtenstein, 1823)
- Picumnus cirratus Temminck, 1825
- Picumnus albosquamatus d'Orbigny, 1840
- Picumnus fulvescens Stager, 1961
- Melanerpes candidus (Otto, 1796)
- Melanerpes flavifrons (Vieillot, 1818)
- Veniliornis affinis (Swainson, 1821)
- Veniliornis maculifrons (Spix, 1824)
- Veniliornis passerinus (Linnaeus, 1766)
- Veniliornis spilogaster (Wagler, 1827)
- Veniliornis mixtus (Boddaert, 1783)
- Piculus flavigula (Boddaert, 1783)
- Piculus chrysochloros (Vieillot, 1818)
- Colaptes melanochloros (Gmelin, 1788)
- Colaptes campestris (Vieillot, 1818)
- Celeus flavescens (Gmelin, 1788)
- Celeus flavus (Statius Muller, 1776)
- Celeus torquatus (Boddaert, 1783)
- Dryocopus lineatus (Linnaeus, 1766)
- Campephilus robustus (Lichtenstein, 1818)
- Campephilus melanoleucos (Gmelin, 1788)

## Passeriformes

### Thamnophilidae
- Terenura maculata (Wied, 1831)
- Myrmornithinae Sundevall, 1872
- Myrmornis torquata (Boddaert, 1783)
- Myrmorchilus strigilatus (Wied, 1831)
- Myrmeciza ruficauda (Wied, 1831)
- Myrmeciza loricata (Lichtenstein, 1823)
- Myrmotherula gularis (Spix, 1825)
- Myrmotherula axillaris (Vieillot, 1817)
- Myrmotherula minor Salvadori, 1864
- Myrmotherula urosticta (Sclater, 1857)
- Formicivora iheringi Hellmayr, 1909
- Formicivora grisea (Boddaert, 1783)
- Formicivora melanogaster Pelzeln, 1868
- Formicivora rufa (Wied, 1831)
- Formicivora grantsaui Gonzaga, Carvalhaes & Buzzetti, 2007
- Thamnomanes caesius (Temminck, 1820)
- Dysithamnus stictothorax (Temminck, 1823)
- Dysithamnus mentalis (Temminck, 1823)

- Dysithamnus plumbeus (Wied, 1831)
- Herpsilochmus sellowi Whitney & Pacheco, 2000
- Herpsilochmus pileatus (Lichtenstein, 1823)
- Herpsilochmus atricapillus Pelzeln, 1868
- Herpsilochmus pectoralis Sclater, 1857
- Herpsilochmus longirostris Pelzeln, 1868
- Herpsilochmus rufimarginatus (Temminck, 1822)
- Sakesphorus cristatus (Wied, 1831)
- Thamnophilus doliatus (Linnaeus, 1764)
- Thamnophilus capistratus Lesson, 1840
- Thamnophilus ruficapillus Vieillot, 1816
- Thamnophilus torquatus Swainson, 1825
- Thamnophilus palliatus (Lichtenstein, 1823)
- Thamnophilus murinus Sclater & Salvin, 1868
- Thamnophilus punctatus (Shaw, 1809)
- Thamnophilus pelzelni Hellmayr, 1924
- Thamnophilus ambiguus Swainson, 1825
- Thamnophilus caerulescens Vieillot, 1816
- Taraba major (Vieillot, 1816)
- Hypoedaleus guttatus (Vieillot, 1816)
- Batara cinerea (Vieillot, 1819)
- Mackenziaena severa (Lichtenstein, 1823)
- Pyriglena atra (Swainson, 1825)
- Pyriglena leucoptera (Vieillot, 1818)
- Rhopornis ardesiacus (Wied, 1831)
- Cercomacra brasiliana Hellmayr, 1905
- Drymophila ferruginea (Temminck, 1822)
- Drymophila ochropyga (Hellmayr, 1906)
- Drymophila squamata (Lichtenstein, 1823)

### Melanopareiidae
- Melanopareia torquata (Wied, 1831)

### Conopophagidae
- Conopophaga lineata (Wied, 1831)
- Conopophaga melanops (Vieillot, 1818)

### Grallariidae
- Grallaria varia (Boddaert, 1783)
- Hylopezus ochroleucus (Wied, 1831)

### Rhinocryptidae
- Merulaxis ater Lesson, 1830
- Merulaxis stresemanni Sick, 1960
- Eleoscytalopus indigoticus (Wied, 1831)
- Eleoscytalopus psychopompus (Teixeira & Carnevalli,1989)

- Scytalopus speluncae (Ménétriès, 1835)

- Scytalopus diamantinensis Bornschein, Maurício, Belmonte-Lopes, Mata & Bonato, 2007
- Scytalopus novacapitalis Sick, 1958
- Psilorhamphus guttatus (Ménétriès, 1835)

### Formicariidae
- Formicarius colma Boddaert, 1783
- Chamaeza campanisona (Lichtenstein, 1823)

- Chamaeza meruloides Vigors, 1825

### Scleruridae
- Sclerurus mexicanus Sclater, 1857
- Sclerurus caudacutus (Vieillot, 1816)
- Sclerurus scansor (Ménétriès, 1835)
- Geositta poeciloptera (Wied, 1830)

### Dendrocolaptidae
- Dendrocincla fuliginosa (Vieillot, 1818)
- Dendrocincla turdina (Lichtenstein, 1820)
- Sittasomus griseicapillus (Vieillot, 1818)
- Glyphorynchus spirurus (Vieillot, 1819)
- Xiphorhynchus fuscus (Vieillot, 1818)
- Xiphorhynchus guttatus (Lichtenstein, 1820)
- Campylorhamphus trochilirostris (Lichtenstein, 1820)
- Campylorhamphus falcularius (Vieillot, 1822)
- Dendroplex picus (Gmelin, 1788)
- Lepidocolaptes angustirostris (Vieillot, 1818)
- Lepidocolaptes squamatus (Lichtenstein, 1822)
- Lepidocolaptes wagleri (Spix, 1824)
- Dendrocolaptes platyrostris Spix, 1825
- Xiphocolaptes falcirostris (Spix, 1824)
- Xiphocolaptes albicollis (Vieillot, 1818)

### Furnariidae
- Xenops minutus (Sparrman, 1788)
- Xenops rutilans Temminck, 1821
- Berlepschia rikeri (Ridgway, 1886)
- Furnarius figulus (Lichtenstein, 1823)
- Furnarius leucopus Swainson, 1838
- Furnarius rufus (Gmelin, 1788)
- Lochmias nematura (Lichtenstein, 1823)
- Automolus leucophthalmus (Wied, 1821)
- Hylocryptus rectirostris (Wied, 1831)
- Megaxenops parnaguae Reiser, 1905
- Anabazenops fuscus (Vieillot, 1816)
- Philydor lichtensteini Cabanis & Heine, 1859
- Philydor novaesi Teixeira & Gonzaga, 1983
- Philydor atricapillus (Wied, 1821)
- Philydor rufum (Vieillot, 1818)
- Heliobletus contaminatus Berlepsch, 1885
- Syndactyla dimidiata (Pelzeln, 1859)
- Cichlocolaptes leucophrus (Jardine & Selby, 1830)
- Pseudoseisura cristata (Spix, 1824)
- Phacellodomus rufifrons (Wied, 1821)
- Phacellodomus ruber (Vieillot, 1817)
- Phacellodomus erythrophthalmus (Wied, 1821)
- Anumbius annumbi (Vieillot, 1817)
- Schoeniophylax phryganophilus (Vieillot, 1817)
- Certhiaxis cinnamomeus (Gmelin, 1788)
- Gyalophylax hellmayri (Reiser, 1905)
- Synallaxis ruficapilla Vieillot, 1819
- Synallaxis whitneyi Pacheco & Gonzaga, 1995
- Synallaxis infuscata Pinto, 1950
- Synallaxis cinerascens Temminck, 1823
- Synallaxis frontalis Pelzeln, 1859
- Synallaxis albescens Temminck, 1823
- Synallaxis spixi Sclater, 1856
- Synallaxis hypospodia Sclater, 1874
- Synallaxis scutata Sclater, 1859

- Acrobatornis fonsecai Pacheco, Whitney & Gonzaga, 1996

- Cranioleuca vulpina (Pelzeln, 1856)

- Cranioleuca pallida (Wied, 1831)
- Cranioleuca semicinerea (Reichenbach, 1853)
- Thripophaga macroura (Wied, 1821)

### Pipridae
- Neopelma pallescens (Lafresnaye, 1853)
- Neopelma aurifrons (Wied, 1831)
- Pipra fasciicauda Hellmayr, 1906
- Pipra rubrocapilla Temminck, 1821
- Manacus manacus (Linnaeus, 1766)
- Machaeropterus regulus (Hahn, 1819)
- Dixiphia pipra (Linnaeus, 1758)
- Ilicura militaris (Shaw & Nodder, 1809)
- Chiroxiphia pareola (Linnaeus, 1766)
- Chiroxiphia caudata (Shaw & Nodder, 1793)
- Antilophia galeata (Lichtenstein, 1823)

### Tityridae
- Oxyruncus cristatus Swainson, 1821
- Onychorhynchus swainsoni (Pelzeln, 1858)
- Myiobius barbatus (Gmelin, 1789)
- Myiobius atricaudus Lawrence, 1863
- Schiffornis virescens (Lafresnaye, 1838)
- Schiffornis turdina (Wied, 1831)
- Laniocera hypopyrra (Vieillot, 1817)
- Laniisoma elegans (Thunberg, 1823)
- Iodopleura pipra (Lesson, 1831)
- Tityra inquisitor (Lichtenstein, 1823)
- Tityra cayana (Linnaeus, 1766)
- Pachyramphus viridis (Vieillot, 1816)
- Pachyramphus castaneus (Jardine & Selby, 1827)
- Pachyramphus polychopterus (Vieillot, 1818)
- Pachyramphus marginatus (Lichtenstein, 1823)
- Pachyramphus validus (Lichtenstein, 1823)
- Xenopsaris albinucha (Burmeister, 1869)

### Cotingidae
- Lipaugus vociferans (Wied, 1820)
- Lipaugus lanioides (Lesson, 1844)
- Xipholena atropurpurea (Wied, 1820)

- Procnias averano (Hermann, 1783)

- Procnias nudicollis (Vieillot, 1817)
- Cotinga maculata (Statius Muller, 1776)
- Pyroderus scutatus (Shaw, 1792)
- Carpornis cucullata (Swainson, 1821)
- Carpornis melanocephala (Wied, 1820)
- Phibalura flavirostris Vieillot, 1816
- Platyrinchus mystaceus Vieillot, 1818
- Piprites chloris (Temminck, 1822)

### Rhynchocyclidae
- Mionectes oleagineus (Lichtenstein, 1823)
- Mionectes rufiventris Cabanis, 1846
- Leptopogon amaurocephalus Tschudi, 1846
- Corythopis delalandi (Lesson, 1830)
- Phylloscartes eximius (Temminck, 1822)
- Phylloscartes beckeri Gonzaga & Pacheco, 1995
- Phylloscartes roquettei Snethlage, 1928
- Phylloscartes oustaleti (Sclater, 1887)
- Phylloscartes difficilis (Ihering & Ihering, 1907)
- Phylloscartes sylviolus (Cabanis & Heine, 1859)
- Rhynchocyclus olivaceus (Temminck, 1820)
- Tolmomyias sulphurescens (Spix, 1825)
- Tolmomyias poliocephalus (Taczanowski, 1884)
- Tolmomyias flaviventris (Wied, 1831)
- Todirostrum poliocephalum (Wied, 1831)
- Todirostrum cinereum (Linnaeus, 1766)
- Poecilotriccus plumbeiceps (Lafresnaye, 1846)
- Poecilotriccus fumifrons (Hartlaub, 1853)
- Myiornis auricularis (Vieillot, 1818)
- Hemitriccus diops (Temminck, 1822)
- Hemitriccus zosterops (Pelzeln, 1868)
- Hemitriccus striaticollis (Lafresnaye, 1853)
- Hemitriccus nidipendulus (Wied, 1831)
- Hemitriccus margaritaceiventer (d'Orbigny & Lafresnaye, 1837)
- Hemitriccus mirandae (Snethlage, 1925)
- Hemitriccus furcatus (Lafresnaye, 1846)

### Tyrannidae
- Hirundinea ferruginea (Gmelin, 1788)
- Stigmatura napensis Chapman, 1926
- Stigmatura budytoides (d'Orbigny & Lafresnaye, 1837)
- Euscarthmus meloryphus Wied, 1831
- Euscarthmus rufomarginatus (Pelzeln, 1868)
- Tyranniscus burmeisteri (Cabanis & Heine, 1859)
- Ornithion inerme Hartlaub, 1853
- Camptostoma obsoletum (Temminck, 1824)
- Elaenia flavogaster (Thunberg, 1822)
- Elaenia spectabilis Pelzeln, 1868
- Elaenia chilensis Hellmayr, 1927
- Elaenia parvirostris Pelzeln, 1868
- Elaenia mesoleuca (Deppe, 1830)
- Elaenia pelzelni Berlepsch, 1907
- Elaenia cristata Pelzeln, 1868
- Elaenia chiriquensis Lawrence, 1865
- Elaenia obscura (d'Orbigny & Lafresnaye, 1837)
- Suiriri suiriri (Vieillot, 1818)
- Suiriri islerorum Zimmer, Whittaker & Oren, 2001
- Myiopagis gaimardii (d'Orbigny, 1839)
- Myiopagis caniceps (Swainson, 1835)
- Myiopagis viridicata (Vieillot, 1817)
- Capsiempis flaveola (Lichtenstein, 1823)
- Phaeomyias murina (Spix, 1825)
- Phyllomyias reiseri Hellmayr, 1905
- Phyllomyias fasciatus (Thunberg, 1822)
- Phyllomyias griseocapilla Sclater, 1862
- Culicivora caudacuta (Vieillot, 1818)
- Polystictus superciliaris (Wied, 1831)
- Pseudocolopteryx sclateri (Oustalet, 1892)
- Serpophaga nigricans (Vieillot, 1817)
- Serpophaga subcristata (Vieillot, 1817)
- Attila rufus (Vieillot, 1819)
- Attila spadiceus (Gmelin, 1789)
- Legatus leucophaius (Vieillot, 1818)
- Ramphotrigon megacephalum (Swainson, 1835)
- Myiarchus tuberculifer (d'Orbigny & Lafresnaye, 1837)
- Myiarchus swainsoni Cabanis & Heine, 1859
- Myiarchus ferox (Gmelin, 1789)
- Myiarchus tyrannulus (Statius Muller, 1776)
- Sirystes sibilator (Vieillot, 1818)
- Rhytipterna simplex (Lichtenstein, 1823)
- Casiornis rufus (Vieillot, 1816)
- Casiornis fuscus Sclater & Salvin, 1873
- Pitangus sulphuratus (Linnaeus, 1766)
- Philohydor lictor (Lichtenstein, 1823)
- Machetornis rixosa (Vieillot, 1819)
- Myiodynastes maculatus (Statius Muller, 1776)
- Megarynchus pitangua (Linnaeus, 1766)
- Myiozetetes cayanensis (Linnaeus, 1766)
- Myiozetetes similis (Spix, 1825)
- Tyrannus albogularis Burmeister, 1856
- Tyrannus melancholicus Vieillot, 1819
- Tyrannus savana Vieillot, 1808
- Tyrannus tyrannus (Linnaeus, 1766)
- Griseotyrannus aurantioatrocristatus (d'Orbigny & Lafresnaye, 1837)

- Empidonomus varius (Vieillot, 1818)
- Conopias trivirgatus (Wied, 1831)
- Colonia colonus (Vieillot, 1818)
- Myiophobus fasciatus (Statius Muller, 1776)
- Sublegatus modestus (Wied, 1831)
- Pyrocephalus rubinus (Boddaert, 1783)
- Fluvicola albiventer (Spix, 1825)
- Fluvicola nengeta (Linnaeus, 1766)
- Arundinicola leucocephala (Linnaeus, 1764)
- Gubernetes yetapa (Vieillot, 1818)
- Alectrurus tricolor (Vieillot, 1816)
- Cnemotriccus fuscatus (Wied, 1831)
- Lathrotriccus euleri (Cabanis, 1868)
- Contopus cinereus (Spix, 1825)
- Lessonia rufa (Gmelin, 1789)
- Knipolegus cyanirostris (Vieillot, 1818)
- Knipolegus franciscanus Snethlage, 1928
- Knipolegus lophotes Boie, 1828
- Knipolegus nigerrimus (Vieillot, 1818)
- Satrapa icterophrys (Vieillot, 1818)
- Xolmis cinereus (Vieillot, 1816)
- Xolmis velatus (Lichtenstein, 1823)
- Xolmis irupero (Vieillot, 1823)
- Muscipipra vetula (Lichtenstein, 1823)

### Vireonidae
- Cyclarhis gujanensis (Gmelin, 1789)
- Vireo olivaceus (Linnaeus, 1766)
- Hylophilus poicilotis Temminck, 1822
- Hylophilus amaurocephalus (Nordmann, 1835)
- Hylophilus thoracicus Temminck, 1822

### Corvidae
- Cyanocorax cristatellus (Temminck, 1823)
- Cyanocorax cyanopogon (Wied, 1821)

### Hirundinidae
- Pygochelidon cyanoleuca (Vieillot, 1817)
- Pygochelidon melanoleuca (Wied, 1820)

- Alopochelidon fucata (Temminck, 1822)
- Atticora tibialis (Cassin, 1853)
- Stelgidopteryx ruficollis (Vieillot, 1817)
- Progne tapera (Vieillot, 1817)
- Progne subis (Linnaeus, 1758)
- Progne chalybea (Gmelin, 1789)
- Tachycineta albiventer (Boddaert, 1783)
- Tachycineta leucorrhoa (Vieillot, 1817)
- Riparia riparia (Linnaeus, 1758)
- Hirundo rustica Linnaeus, 1758

### Troglodytidae
- Troglodytes musculus Naumann, 1823
- Campylorhynchus turdinus (Wied, 1831)
- Pheugopedius genibarbis (Swainson, 1838)
- Cantorchilus leucotis (Lafresnaye, 1845)
- Cantorchilus longirostris (Vieillot, 1819)

### Donacobiidae
- Donacobius atricapilla (Linnaeus, 1766)

### Polioptilidae
- Microbates collaris (Pelzeln, 1868)
- Ramphocaenus melanurus Vieillot, 1819
- Polioptila plumbea (Gmelin, 1788)
- Polioptila dumicola (Vieillot, 1817)

### Turdidae
- Cichlopsis leucogenys Cabanis, 1851
- Turdus flavipes Vieillot, 1818
- Turdus rufiventris Vieillot, 1818
- Turdus leucomelas Vieillot, 1818
- Turdus fumigatus Lichtenstein, 1823
- Turdus amaurochalinus Cabanis, 1850
- Turdus subalaris (Seebohm, 1887)
- Turdus albicollis Vieillot, 1818

### Mimidae
- Mimus gilvus (Vieillot, 1807)
- Mimus saturninus (Lichtenstein, 1823)

### Motacillidae
- Anthus lutescens Pucheran, 1855

### Coerebidae
- Coereba flaveola (Linnaeus, 1758)

### Thraupidae
- Saltator fuliginosus (Daudin, 1800)
- Saltator maximus (Statius Muller, 1776)
- Saltator coerulescens Vieillot, 1817
- Saltator similis d'Orbigny & Lafresnaye, 1837
- Saltatricula atricollis (Vieillot, 1817)
- Orchesticus abeillei (Lesson, 1839)
- Compsothraupis loricata (Lichtenstein, 1819)
- Nemosia pileata (Boddaert, 1783)
- Thlypopsis sordida (d'Orbigny & Lafresnaye, 1837)
- Cypsnagra hirundinacea (Lesson, 1831)
- Tachyphonus rufus (Boddaert, 1783)
- Tachyphonus coronatus (Vieillot, 1822)
- Ramphocelus bresilius (Linnaeus, 1766)
- Ramphocelus carbo (Pallas, 1764)
- Lanio cristatus (Linnaeus, 1766)
- Lanio pileatus (Wied, 1821)
- Lanio penicillatus (Spix, 1825)
- Lanio melanops (Vieillot, 1818)
- Tangara brasiliensis (Linnaeus, 1766)
- Tangara velia (Linnaeus, 1758)
- Tangara cyanomelaena (Wied, 1830)
- Tangara seledon (Statius Muller, 1776)
- Tangara fastuosa (Lesson, 1831)
- Tangara cyanocephala (Statius Muller, 1776)
- Tangara cyanoventris (Vieillot, 1819)
- Tangara sayaca (Linnaeus, 1766)
- Tangara cyanoptera (Vieillot, 1817)
- Tangara palmarum (Wied, 1823)
- Tangara ornata (Sparrman, 1789)
- Tangara peruviana (Desmarest, 1806)
- Tangara cayana (Linnaeus, 1766)
- Neothraupis fasciata (Lichtenstein, 1823)
- Cissopis leverianus (Gmelin, 1788)
- Schistochlamys melanopis (Latham, 1790)
- Schistochlamys ruficapillus (Vieillot, 1817)
- Paroaria dominicana (Linnaeus, 1758)
- Pipraeidea melanonota (Vieillot, 1819)
- Tersina viridis (Illiger, 1811)
- Dacnis cayana (Linnaeus, 1766)
- Cyanerpes cyaneus (Linnaeus, 1766)
- Chlorophanes spiza (Linnaeus, 1758)
- Hemithraupis guira (Linnaeus, 1766)
- Hemithraupis ruficapilla (Vieillot, 1818)
- Hemithraupis flavicollis (Vieillot, 1818)
- Conirostrum speciosum (Temminck, 1824)
- Conirostrum bicolor (Vieillot, 1809)

### Emberizidae
- Zonotrichia capensis (Statius Muller, 1776)
- Ammodramus humeralis (Bosc, 1792)
- Porphyrospiza caerulescens (Wied, 1830)
- Haplospiza unicolor Cabanis, 1851
- Poospiza cinerea Bonaparte, 1850
- Sicalis citrina Pelzeln, 1870
- Sicalis columbiana Cabanis, 1851
- Sicalis flaveola (Linnaeus, 1766)
- Sicalis luteola (Sparrman, 1789)
- Emberizoides herbicola (Vieillot, 1817)
- Embernagra longicauda Strickland, 1844
- Volatinia jacarina (Linnaeus, 1766)
- Sporophila frontalis (Verreaux, 1869)
- Sporophila falcirostris (Temminck, 1820)
- Sporophila plumbea (Wied, 1830)
- Sporophila collaris (Boddaert, 1783)
- Sporophila lineola (Linnaeus, 1758)
- Sporophila nigricollis (Vieillot, 1823)
- Sporophila ardesiaca (Dubois, 1894)
- Sporophila caerulescens (Vieillot, 1823)
- Sporophila albogularis (Spix, 1825)
- Sporophila leucoptera (Vieillot, 1817)
- Sporophila bouvreuil (Statius Muller, 1776)
- Sporophila palustris (Barrows, 1883)
- Sporophila castaneiventris Cabanis, 1849
- Sporophila angolensis (Linnaeus, 1766)
- Sporophila maximiliani (Cabanis, 1851)
- Tiaris fuliginosus (Wied, 1830)
- Arremon taciturnus (Hermann, 1783)
- Arremon franciscanus Raposo, 1997
- Arremon flavirostris Swainson, 1838
- Charitospiza eucosma Oberholser, 1905

### Cardinalidae
- Piranga flava (Vieillot, 1822)
- Habia rubica (Vieillot, 1817)
- Caryothraustes canadensis (Linnaeus, 1766)
- Cyanoloxia moesta (Hartlaub, 1853)
- Cyanoloxia brissonii (Lichtenstein, 1823)
- Cyanoloxia glaucocaerulea (d'Orbigny & Lafresnaye, 1837)

### Parulidae
- Parula pitiayumi (Vieillot, 1817)

- Geothlypis aequinoctialis (Gmelin, 1789)
- Basileuterus culicivorus (Deppe, 1830)
- Basileuterus hypoleucus Bonaparte, 1830
- Basileuterus flaveolus (Baird, 1865)
- Basileuterus leucophrys Pelzeln, 1868
- Phaeothlypis rivularis (Wied, 1821)

### Icteridae
- Psarocolius decumanus (Pallas, 1769)
- Procacicus solitarius (Vieillot, 1816)
- Cacicus haemorrhous (Linnaeus, 1766)
- Cacicus cela (Linnaeus, 1758)
- Icterus pyrrhopterus (Vieillot, 1819)
- Icterus cayanensis (Linnaeus, 1766)
- Icterus jamacaii (Gmelin, 1788)
- Gnorimopsar chopi (Vieillot, 1819)
- Curaeus forbesi (Sclater, 1886)
- Agelasticus cyanopus (Vieillot, 1819)
- Chrysomus ruficapillus (Vieillot, 1819)
- Agelaioides fringillarius (Spix 1824)
- Molothrus rufoaxillaris Cassin, 1866
- Molothrus oryzivorus (Gmelin, 1788)
- Molothrus bonariensis (Gmelin, 1789)
- Sturnella superciliaris (Bonaparte, 1850)
- Dolichonyx oryzivorus (Linnaeus, 1758)

### Fringillidae
- Sporagra yarrellii (Audubon, 1839)
- Sporagra magellanica (Vieillot, 1805)
- Euphonia chlorotica (Linnaeus, 1766)
- Euphonia violacea (Linnaeus, 1758)
- Euphonia cyanocephala (Vieillot, 1818)
- Euphonia xanthogaster Sundevall, 1834
- Euphonia pectoralis (Latham, 1801)
- Chlorophonia cyanea (Thunberg, 1822)

### Estrildidae
- Estrilda astrild (Linnaeus, 1758)

### Passeridae
- Passer domesticus (Linnaeus, 1758)